# スイス・リー
スイス・リー（スイス再保険、英: Swiss Re Ltd.）は、スイス・チューリッヒに本拠を置き、再保険や元受保険による保険サービスの提供を行う多国籍企業。スイス証券取引所上場企業（SIX: SREN）。

## 沿革

### 設立から冷戦終了まで
1861年5月に発生したグラールスの大火災により、多数の市民が住居を失った際、大規模な災害に備える保険商品の必要性が認識され、クレディ・スイス、UBS、Helvetia Insuranceの出資により、1863年12月、チューリッヒでスイス再保険会社が設立された。翌1864年、ヨーロッパ諸国の保険会社に海上・火災再保険の提供を開始、1865年に生命再保険の、1881年に事故再保険の提供を開始した。1910年にアメリカ合衆国支店を開設、翌1911年にラテンアメリカに進出した。
設立初期はスイス国内の火災再保険が中心であったが、第一次世界大戦の勃発時、投資の中心はすでにイギリスとアメリカ合衆国に移っており、1916年、ロンドンを本拠とするマーカンタイル・アンド・ゼネラル保険会社（Mercantile＆General Insurance Company）の株式の過半数を買収しイギリス事業を強化、のちにプルーデンシャルに売却することもあったものの1996年に同社を再度買収している。1923年、航空再保険の提供を開始、またニューヨークにアメリカの生命再保険事業を専門に取り扱う子会社のNorth American Reassurance Companyを設立した。他方、戦間期はドイツのバイエルン再保険会社を買収するなどヨーロッパ大陸側でも積極的な契約拡大を図ったものの、ナチス・ドイツの台頭に伴い、ドイツ企業との密接な関係は一旦終わりを迎えた。第二次世界大戦中、スイス連邦議会はスイス・リーに「連邦戦争保険」のテクニカル面での管理権限を与え、他方、戦争中に発生した負債は210億スイスフランを超え、10000件以上の請求が支払われた。
終戦後、東ヨーロッパ地域が共産党の支配下に入ると、スイス・リーはこれらの地域での事業の大半を失ったものの、アジア地域およびオーストラリアへ投資が振り向けられ、1955年にメルボルンに、翌1956年には香港にグループ会社を設立、また再保険以外の保険事業にも投資を拡げた。1964年の設立100周年では組織再編が行われ、世界75カ国の約1000社と再保険契約を締結していたが、1970年代以降も日本やラテンアメリカ地域など国際的な事業の拡大が目指され、1988年にイタリアのLloyd Adriaticoを買収、また同年スイス3位の再保険会社Union Reを買収した。

### 近年の動向

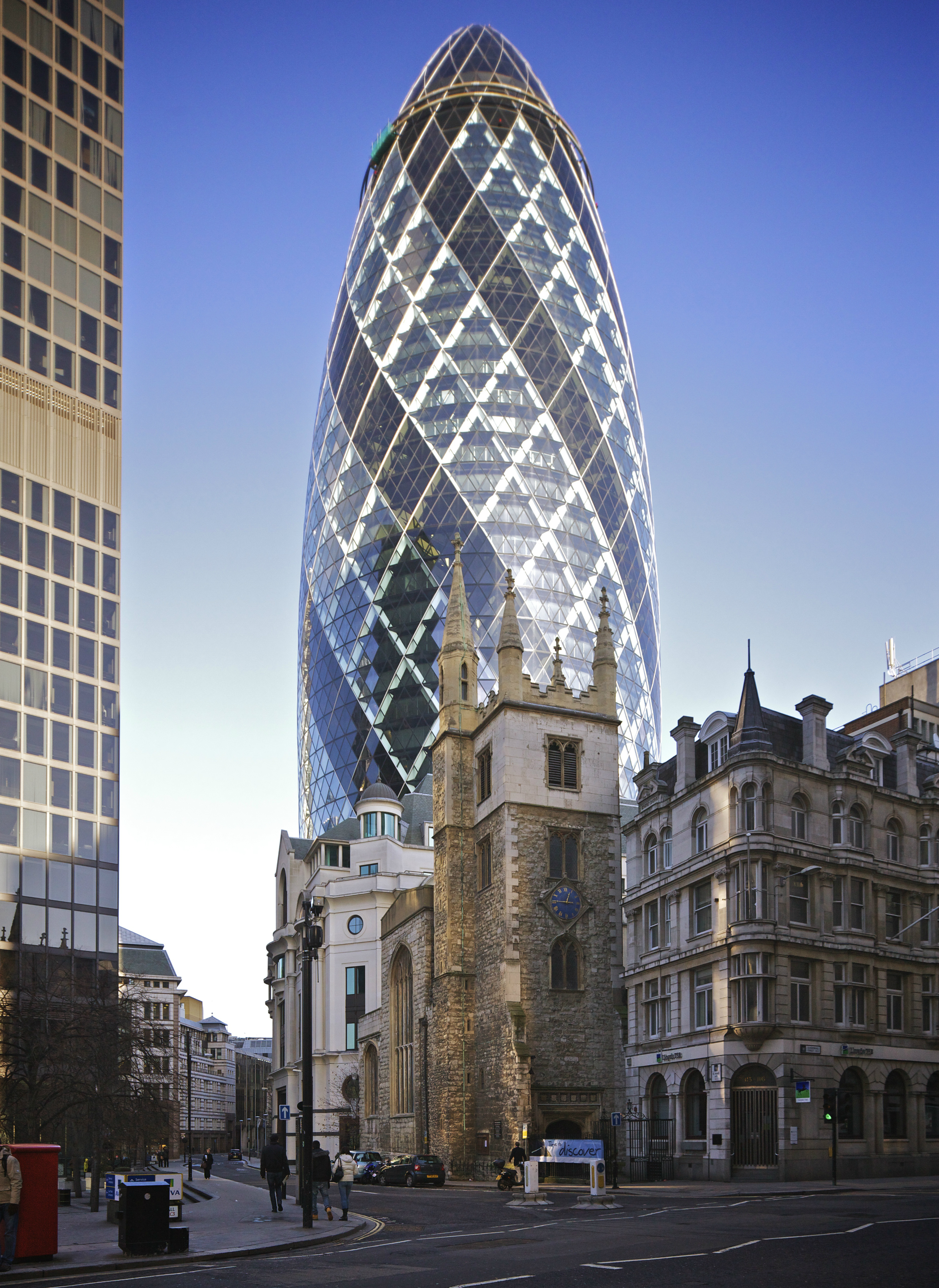
イギリス本部の入居するロンドンの超高層ビル「30セント・メリー・アクス」

冷戦終了後の1992年、タリンに拠点を開設しバルト地域に初進出、この時期に、狭義の再保険企業の枠を越えたリスクファイナンス企業への構造転換が模索され、1998年にキャピタル・パートナーズ部門を設立し、同部門はニューヨークとロンドンを拠点とする、スイス・リー・キャピタルマーケッツ証券（Swiss Re Capital Markets Corporation（米国）, Swiss Re Capital Markets Ltd（英国））へと発展、1999年前半にドイツ語表記のSchweizer Rueckは放棄され、スイス国内においてもSwiss Reが正式な呼称となった。2000年にアメリカ・カリフォルニア州の再保険会社Underwriters Re Group Inc.を買収、2001年にフィラデルフィアを拠点とするLincoln National Corp.の再保険部門を買収、2005年11月、当時世界5位の再保険事業を持っていたゼネラル・エレクトリックの保険部門（GE Insurance Solutions）を買収した。2007年8月、バークレイズの生命保険部門を買収したが、世界金融危機の発生に伴う打撃により、一時的に再保険への事業集中化をはかった。
2011年5月から翌年にかけて組織再編を実施、持株会社のスイス・リー（Swiss Re Ltd）の傘下に、再保険事業を取り扱うスイス再保険会社（Swiss Reinsurance Company Ltd）と、元受保険を取り扱うスイス・リー・コーポレート・ソリューションズ（Swiss Re Corporate Solutions Ltd）などの3つの子会社を置き、スイス・リー・コーポレート・ソリューションズは、ルクセンブルクを拠点とするスイス・リー・インターナショナル・エスイー（Swiss Re International SE）などの子会社を保有する形態となった。2013年12月、設立150周年を迎えたスイス・リーは新たな企業ロゴを発表、2014年6月、HSBCホールディングスのイギリスにおける年金運用部門を買収した。スイス・リーの事業地域は南北アメリカが約45％で最大の割合を占めており、事業としては再保険事業が約85％、元受保険が約10％となっている。
スイス・リーは保険に関する研究部門として、スイス・リー・インスティテュート（Swiss Re Institute）を設立しており、その調査部門のシグマ（Sigma）によるレポートが、「シグマ調査」として毎年公表されている。

## 日本におけるスイス・リー
日本におけるスイス・リーの歴史は1913年、東京で火災の再保険契約を引き受けたことに始まり、1935年には東京海上火災保険との事業関係を開始した。1957年に千代田火災海上保険などと火災保険契約を締結、また東亜火災海上再保険や住友海上火災保険と再保険契約特約を締結した。1972年に最初の駐在員事務所を東京に開設し、1975年に日本で最初の生命保険の再保険協約を日本生命保険、三井生命保険と締結、日本における外資再保険会社の最大手となり、取引の増加を受け、オフィスを大手町に移転した。1999年にスイス・リー・サービス株式会社（Swiss Re Services Company）を設立、2004年4月に外資再保険会社として初となる日本支店の免許を取得し、支店営業を開始、再保険事業は、スイス再保険会社の日本支店として、営業がおこなわれている。
2011年の本国における組織再編と共に、日本においても元受保険を専門とする組織が立ち上げられ、スイス・リー・インターナショナル・エスイーの日本支店が2011年4月に開設され、同社は2015年に大阪オフィスを開設、現在は「スイス損害保険会社」の呼称で営業がおこなわれている。同社は火災保険や賠償責任保険、工事保険、取引信用保険などを扱っている。
1997年、日本の地震を対象とする初めての保険リンク証券を、東京海上火災保険とゴールドマン・サックスと締結、2011年の東日本大震災の際は、消極的な日本の保険会社に先行し、企業地震保険の発売を開始した。2013年9月、スイス・リーは、世界の大都市が抱える地震・津波・洪水などの自然災害リスクをまとめた報告書「Mind the risk: cities under threat from natural disasters」を公表、同報告書では、東京・横浜が、自然災害のリスクを最も抱える大都市と分析されている。